# Belgentier
Belgentier – miejscowość i gmina we Francji, w regionie Prowansja-Alpy-Lazurowe Wybrzeże, w departamencie Var.
Według danych na rok 1990 gminę zamieszkiwały 1442 osoby, a gęstość zaludnienia wynosiła 108 osób/km² (wśród 963 gmin regionu Prowansja-Alpy-W. Lazurowe Belgentier plasuje się na 316. miejscu pod względem liczby ludności, natomiast pod względem powierzchni na miejscu 624.).